# 名古屋市立吹上小学校
名古屋市立吹上小学校（なごやしりつ ふきあげしょうがっこう）は、愛知県名古屋市昭和区吹上1丁目にある公立小学校。

## 概要
- 曙町1・2丁目、曙町3丁目の一部、阿由知通1・2丁目、阿由知通3丁目の一部、北山町1・2丁目、北山町3丁目の一部、北山本町、車田町、小坂町1・2丁目、小坂町3丁目の一部、小桜町1・2丁目、鶴羽町1・2丁目、広瀬町1・2丁目、広瀬町3丁目の一部、吹上町、吹上2丁目、緑町1・2丁目、雪見町1・2丁目、雪見町3丁目の一部などが通学区域であり、公立中学校の進学先は名古屋市立北山中学校である[1]。

## 沿革
- 1928年（昭和3年）8月5日 - 吹上尋常小学校として開校。
- 1937年（昭和12年）10月1日　- 中区の一部と南区の一部を併せて、昭和区が新設される。吹上尋常小学校は中区の学校から昭和区の学校になる。
- 1941年（昭和16年）4月1日 - 吹上国民学校に改称する。
- 1944年（昭和19年）8月 - 丹羽郡犬山町に学童疎開する。
- 1945年（昭和20年） - 空襲により焼失した小針国民学校[注釈 1]を受け入れる。
- 1946年（昭和21年）4月 - 小針国民学校が廃校となる。鶴舞国民学校が開校し、吹上国民学校の学区の一部が鶴舞国民学校に移る。
- 1947年（昭和22年）4月1日 - 名古屋市立吹上小学校に改称する。
- 1965年（昭和40年） - 新校舎が完成する。

## 教育目標
- 知・徳・体の調和のとれた人間性豊かな児童の育成と、人間尊重の立場から、知性・感性・体力を培い、心豊かな児童の育成を図る
- 吹上教育のめあて
  - ふれあい　たすけあい　吹上の子
  - きぼう　　ぜんしん　　吹上の子
  - あかるく　さわやか　　吹上の子
  - げんき　　がんばり　　吹上の子

## 校歌
- 作詞：近藤一一　作曲：田村範一

## 著名な出身者
- 遼河はるひ - 女優、元宝塚歌劇団月組の男役[2][3]

## 交通アクセス
- 名古屋市営地下鉄桜通線吹上駅下車、徒歩約8分。
- JR東海中央本線・名古屋市営地下鉄鶴舞線 鶴舞駅から徒歩約20分。
- 名古屋市営バス曙町二丁目バス停から徒歩約3分。吹上バス停から徒歩約5分。

## 周辺施設
- 吹上公園
- 鶴舞公園
- 八幡山古墳
- 名古屋市中小企業振興会館　（吹上ホール）
- 名古屋大学鶴舞キャンパス
- 名古屋工業大学
- 桜花学園高等学校
- 名古屋市立北山中学校
- 名古屋市立鶴舞小学校
- 名古屋市立千種小学校
- 名古屋大学医学部附属病院
- 名古屋市営地下鉄桜通線吹上駅